# Houchin
Cet article possède des paronymes, voir Bouchain et Heuchin.
Houchin est une commune française située dans le département du Pas-de-Calais en région Hauts-de-France. Ses habitants sont appelés les Houchinois.
La commune fait partie de la communauté d'agglomération de Béthune-Bruay, Artois-Lys Romane qui regroupe 100 communes et compte 275 327 habitants en 2021.

## Géographie

### Localisation
Localisée dans le sud-est du département du Pas-de-Calais, Houchin est une commune limitrophe, à l'est, de la commune de Nœux-les-Mines et située, à vol d'oiseau, à 5 km au sud de la commune de Béthune (chef-lieu d'arrondissement).
Le territoire de la commune est limitrophe de ceux de sept communes.
Les communes limitrophes sont  Barlin, Drouvin-le-Marais, Haillicourt, Hesdigneul-lès-Béthune, Nœux-les-Mines, Ruitz et Vaudricourt.

### Géologie et relief
La superficie de la commune est de 4,5 km2 ; son altitude varie de 37  à   76 m.

### Hydrographie
Le territoire de la commune est situé dans le bassin Artois-Picardie.
Il est traversé par le Fossé des Sept, d'une longueur de 5,37 km, qui prend sa source dans la commune de Maisnil-lès-Ruitz et se jette dans le Fossé de Barlin au niveau de la commune de Vaudricourt.

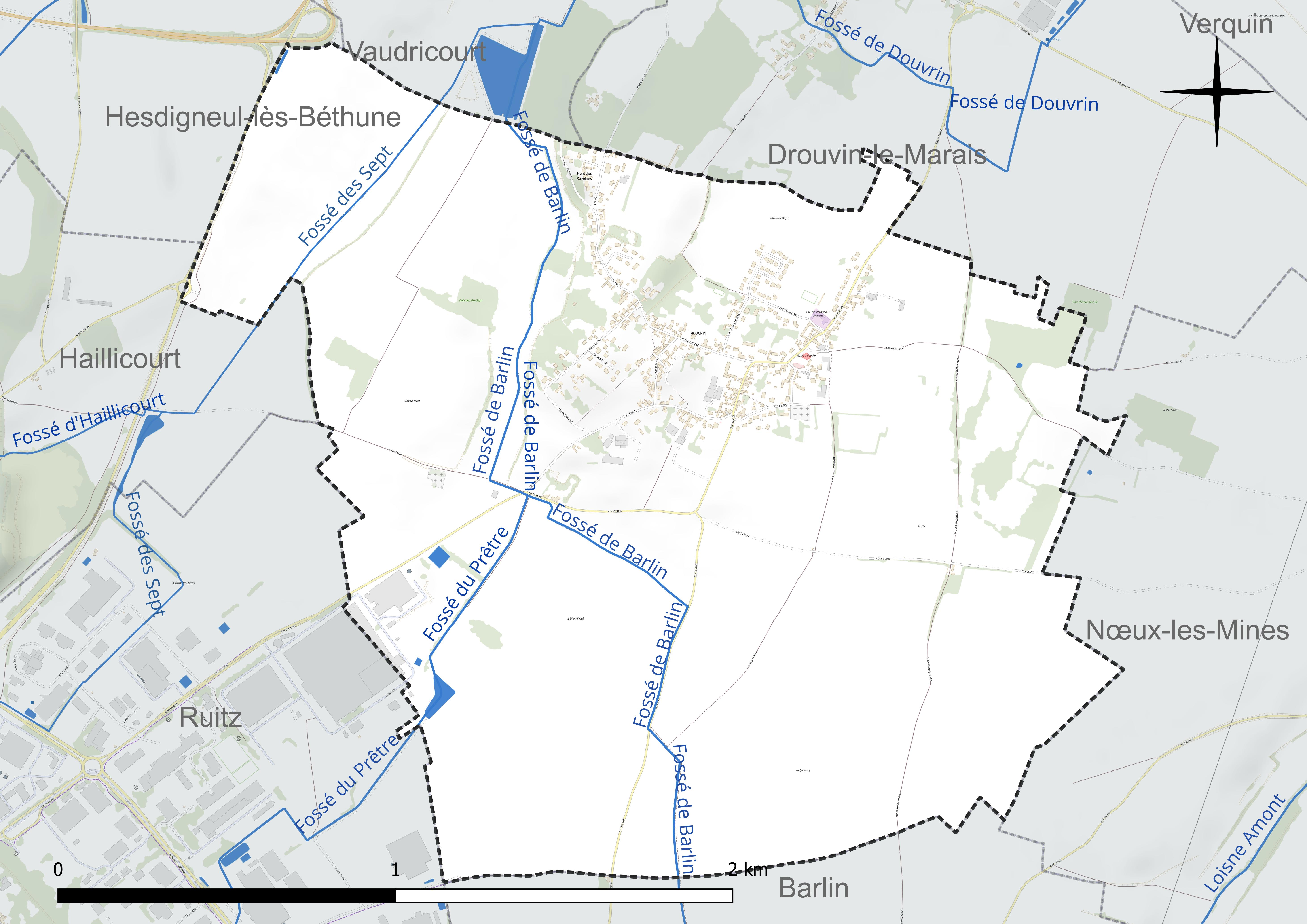
Réseau hydrographique d'Houchin.

### Climat
Pour des articles plus généraux, voir Climat des Hauts-de-France et Climat du Pas-de-Calais.
En 2010, le climat de la commune est de type climat océanique dégradé des plaines du Centre et du Nord, selon une étude du CNRS s'appuyant sur une série de données couvrant la période 1971-2000. En 2020, Météo-France publie une typologie des climats de la France métropolitaine dans laquelle la commune est exposée à un climat océanique et est dans la région climatique Côtes de la Manche orientale, caractérisée par un faible ensoleillement (1 550 h/an) ; forte humidité de l’air (plus de 20 h/jour avec humidité relative > 80 % en hiver), vents forts fréquents.
Pour la période 1971-2000, la température annuelle moyenne est de 10,3 °C, avec une amplitude thermique annuelle de 13,8 °C. Le cumul annuel moyen de précipitations est de 923 mm, avec 12,3 jours de précipitations en janvier et 9,1 jours en juillet. Pour la période 1991-2020, la température moyenne annuelle observée sur la station météorologique la plus proche, située sur la commune de Lillers à 13 km à vol d'oiseau, est de 11,1 °C et le cumul annuel moyen de précipitations est de 731,5 mm,. Pour l'avenir, les paramètres climatiques de la commune estimés pour 2050 selon différents scénarios d'émission de gaz à effet de serre sont consultables sur un site dédié publié par Météo-France en novembre 2022.

### Milieux naturels et biodiversité

#### Espèces faunistiques et floristiques
L’Inventaire national du patrimoine naturel (INPN) recense plusieurs espèces faunistiques et floristiques sur le territoire de la commune dont certaines sont protégées et d’autres menacées et quasi-menacées.

## Urbanisme

### Typologie
Au 1er janvier 2024, Houchin est catégorisée ceinture urbaine, selon la nouvelle grille communale de densité à sept niveaux définie par l'Insee en 2022.
Elle appartient à l'unité urbaine de Béthune, une agglomération inter-départementale regroupant 94  communes, dont elle est une commune de la banlieue,,. Par ailleurs la commune fait partie de l'aire d'attraction de Béthune, dont elle est une commune de la couronne,. Cette aire, qui regroupe 23 communes, est catégorisée dans les aires de 50 000 à moins de 200 000 habitants,.

### Occupation des sols
L'occupation des sols de la commune, telle qu'elle ressort de la base de données européenne d’occupation biophysique des sols Corine Land Cover (CLC), est marquée par l'importance des territoires agricoles (89,7 % en 2018), une proportion identique à celle de 1990 (89,7 %). La répartition détaillée en 2018 est la suivante : 
terres arables (89,1 %), zones urbanisées (8,8 %), zones industrielles ou commerciales et réseaux de communication (1,5 %), zones agricoles hétérogènes (0,6 %). L'évolution de l’occupation des sols de la commune et de ses infrastructures peut être observée sur les différentes représentations cartographiques du territoire : la carte de Cassini (XVIIIe siècle), la carte d'état-major (1820-1866) et les cartes ou photos aériennes de l'IGN pour la période actuelle (1950 à aujourd'hui).

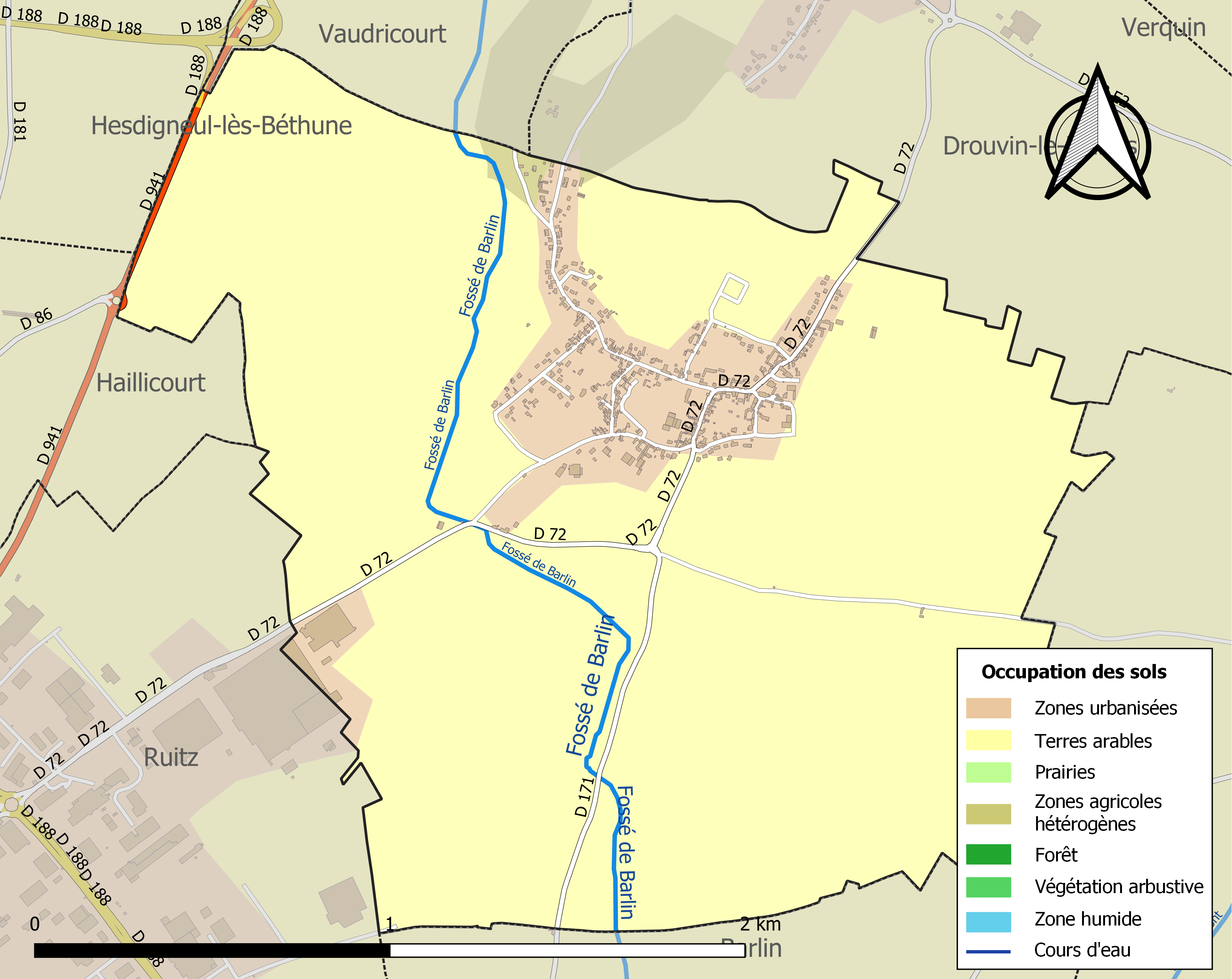
Carte des infrastructures et de l'occupation des sols de la commune en 2018 (CLC).

## Toponymie
Le nom de la localité est attesté sous les formes Hucin en 1104 ; Hcin en 1152 ; Hocin en 1152 ; Holcin, Hulcin, Haulcin au XIIe siècle ; Houcin en 1219 ; Houchain au XIIIe siècle ; Houchin-lez-Béthune en 1538, Houchin en 1793 ; Houchain, Houchin depuis 1801.

## Histoire
Guillaume le Blancq Ier (   -1558), maître de la chambre des comptes de Lille et seigneur d'Houchin, amateur d'art, meurt le 11 août 1858. Mari de Philippote Rufaux, morte le 27 avril 1539, il a pour fils Alexandre seigneur de Meurchin,  et son autre fils Guillaume II est seigneur de Bailleul-Sir-Berthoult.
La fosse no 12, appartenant à la Compagnie minière de Nœux-les-Mines, a failli exister ; le fonçage fut commencé en 1939 mais, avec de l'Occupation de 1940, les travaux ont été arrêtés et ne furent jamais repris.

## Politique et administration

### Découpage territorial
La commune se trouve dans l'arrondissement de Béthune du département du Pas-de-Calais, depuis 1801,.

#### Commune et intercommunalités
La commune est membre de la communauté d'agglomération de Béthune-Bruay, Artois-Lys Romane.

#### Circonscriptions administratives
La commune est rattachée au canton de Hersin en 1793, au canton de Houdain en 1801, au canton de Bruay-en-Artois en 1962, au canton de Barlin en 1984, puis depuis le redécoupage cantonal de 2014, au canton de Nœux-les-Mines,.

#### Circonscriptions électorales
Pour l'élection des députés, la commune fait partie de la dixième circonscription du Pas-de-Calais.

### Élections municipales et communautaires

#### Liste des maires
| Période                                  | Période                    | Identité            | Étiquette | Qualité                                                           |
| ---------------------------------------- | -------------------------- | ------------------- | --------- | ----------------------------------------------------------------- |
| Les données manquantes sont à compléter. |                            |                     |           |                                                                   |
| mars 2001                                | mars 2008                  | Michel Aviez        |           |                                                                   |
| mars 2008                                | mars 2014,                 | M. Claude Konieczko |           | Agent de maîtrise                                                 |
| mars 2014                                | En cours (au 24 mars 2022) | Maurice Leconte     | SE        | Retraité de la fonction publique, Réélu pour le mandat 2020-2026, |

## Population et société

### Démographie
Les habitants sont appelés les Houchinois.

#### Évolution démographique
L'évolution du nombre d'habitants est connue à travers les recensements de la population effectués dans la commune depuis 1793. Pour les communes de moins de 10 000 habitants, une enquête de recensement portant sur toute la population est réalisée tous les cinq ans, les populations de référence des années intermédiaires étant quant à elles estimées par interpolation ou extrapolation. Pour la commune, le premier recensement exhaustif entrant dans le cadre du nouveau dispositif a été réalisé en 2006.

En 2022, la commune comptait 735 habitants, en évolution de +4,11 % par rapport à 2016 (Pas-de-Calais : −0,72 %, France hors Mayotte : +2,11 %).
| 1793 | 1800 | 1806 | 1821 | 1831 | 1836 | 1841 | 1846 | 1851 |
| ---- | ---- | ---- | ---- | ---- | ---- | ---- | ---- | ---- |
| 296  | 300  | 312  | 397  | 398  | 389  | 390  | 412  | 393  |

| 1856 | 1861 | 1866 | 1872 | 1876 | 1881 | 1886 | 1891 | 1896 |
| ---- | ---- | ---- | ---- | ---- | ---- | ---- | ---- | ---- |
| 395  | 406  | 444  | 441  | 436  | 475  | 505  | 508  | 521  |

| 1901 | 1906 | 1911 | 1921 | 1926 | 1931 | 1936 | 1946 | 1954 |
| ---- | ---- | ---- | ---- | ---- | ---- | ---- | ---- | ---- |
| 526  | 540  | 587  | 625  | 575  | 536  | 538  | 556  | 565  |

| 1962 | 1968 | 1975 | 1982 | 1990 | 1999 | 2006 | 2011 | 2016 |
| ---- | ---- | ---- | ---- | ---- | ---- | ---- | ---- | ---- |
| 647  | 690  | 644  | 625  | 664  | 683  | 702  | 703  | 706  |

| 2021 | 2022 | - | - | - | - | - | - | - |
| ---- | ---- | - | - | - | - | - | - | - |
| 727  | 735  | - | - | - | - | - | - | - |

#### Pyramide des âges
En 2018, le taux de personnes d'un âge inférieur à 30 ans s'élève à 31,4 %, soit en dessous de la moyenne départementale (36,7 %). De même, le taux de personnes d'âge supérieur à 60 ans est de 24,3 % la même année, alors qu'il est de 24,9 % au niveau départemental.
En 2018, la commune comptait 349 hommes pour 367 femmes, soit un taux de 51,26 % de femmes, légèrement inférieur au taux départemental (51,50 %).
Les pyramides des âges de la commune et du département s'établissent comme suit.
| Hommes | Classe d’âge | Femmes |
| ------ | ------------ | ------ |
| 0,3    | 90 ou +      | 0,9    |
| 4,2    | 75-89 ans    | 7,9    |
| 17,1   | 60-74 ans    | 18,1   |
| 25,1   | 45-59 ans    | 25,0   |
| 19,9   | 30-44 ans    | 18,4   |
| 15,7   | 15-29 ans    | 13,2   |
| 17,6   | 0-14 ans     | 16,5   |

| Hommes | Classe d’âge | Femmes |
| ------ | ------------ | ------ |
| 0,5    | 90 ou +      | 1,6    |
| 5,6    | 75-89 ans    | 8,9    |
| 16,7   | 60-74 ans    | 18,1   |
| 20,2   | 45-59 ans    | 19,2   |
| 18,9   | 30-44 ans    | 18,1   |
| 18,2   | 15-29 ans    | 16,2   |
| 19,9   | 0-14 ans     | 17,9   |

## Culture locale et patrimoine

### Lieux et monuments
- L'église Saint-Omer, datant en partie du XVIIe siècle.

L'église Saint-Omer
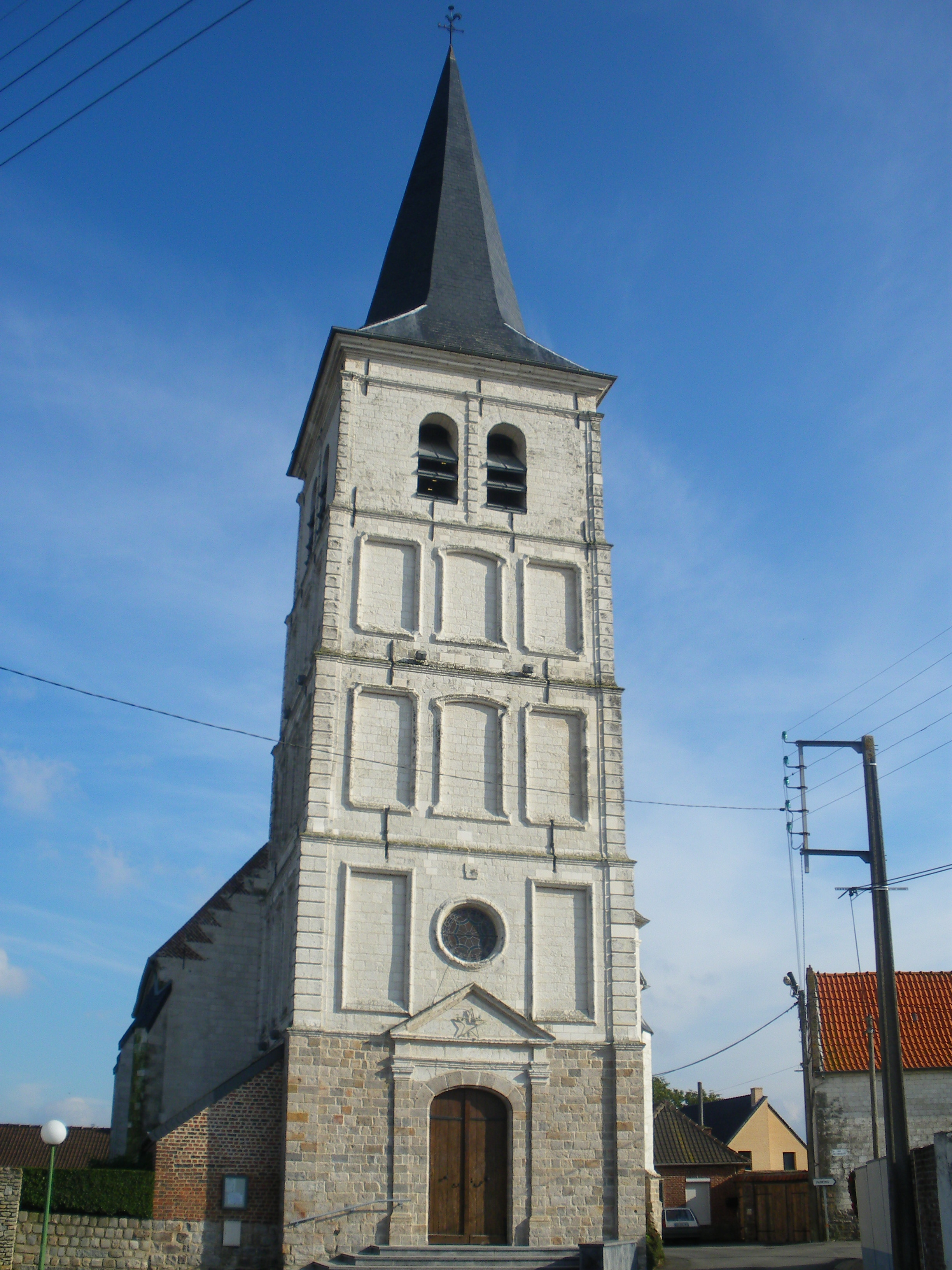
L'église Saint-Omer.
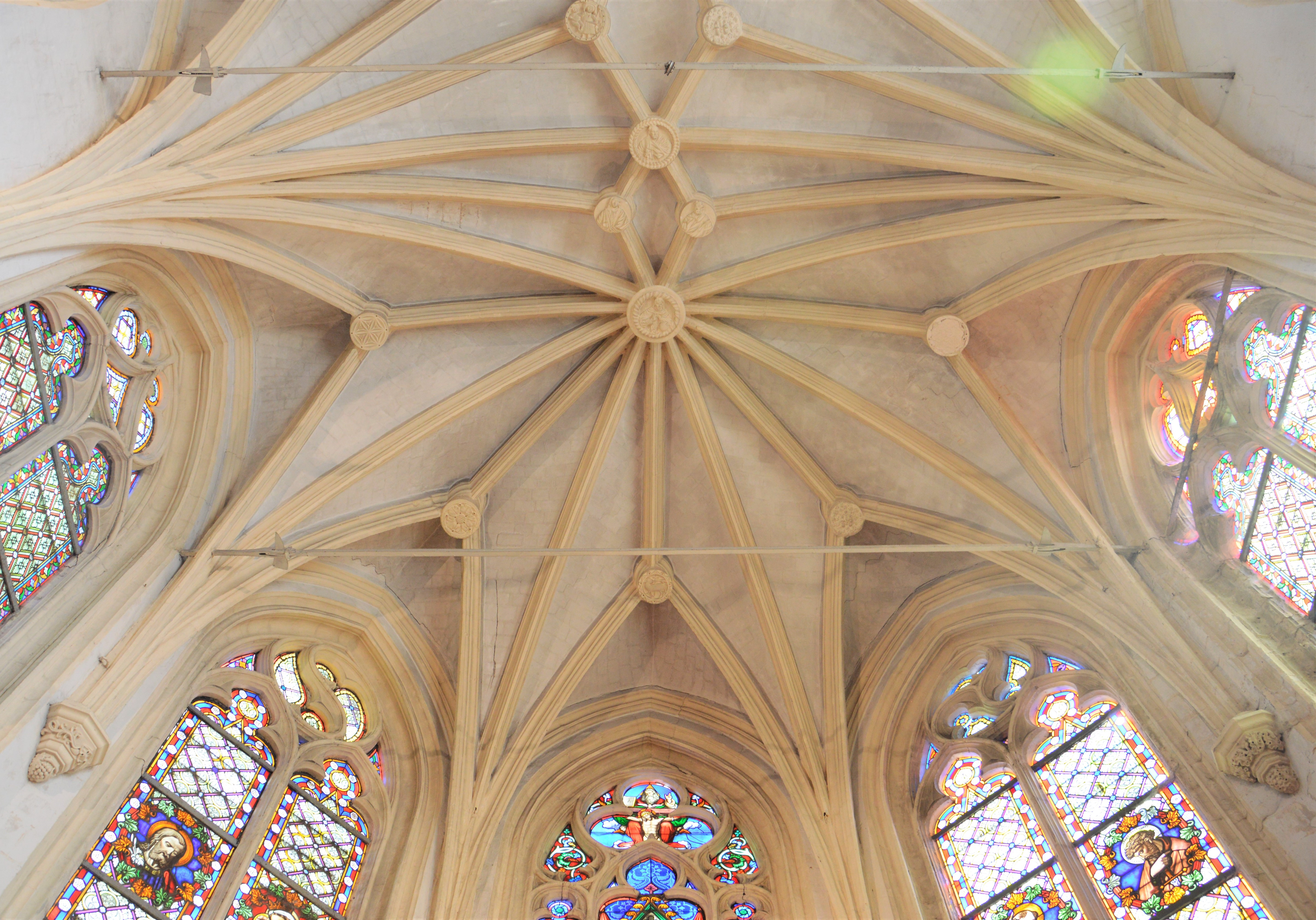
La voûte du chœur.
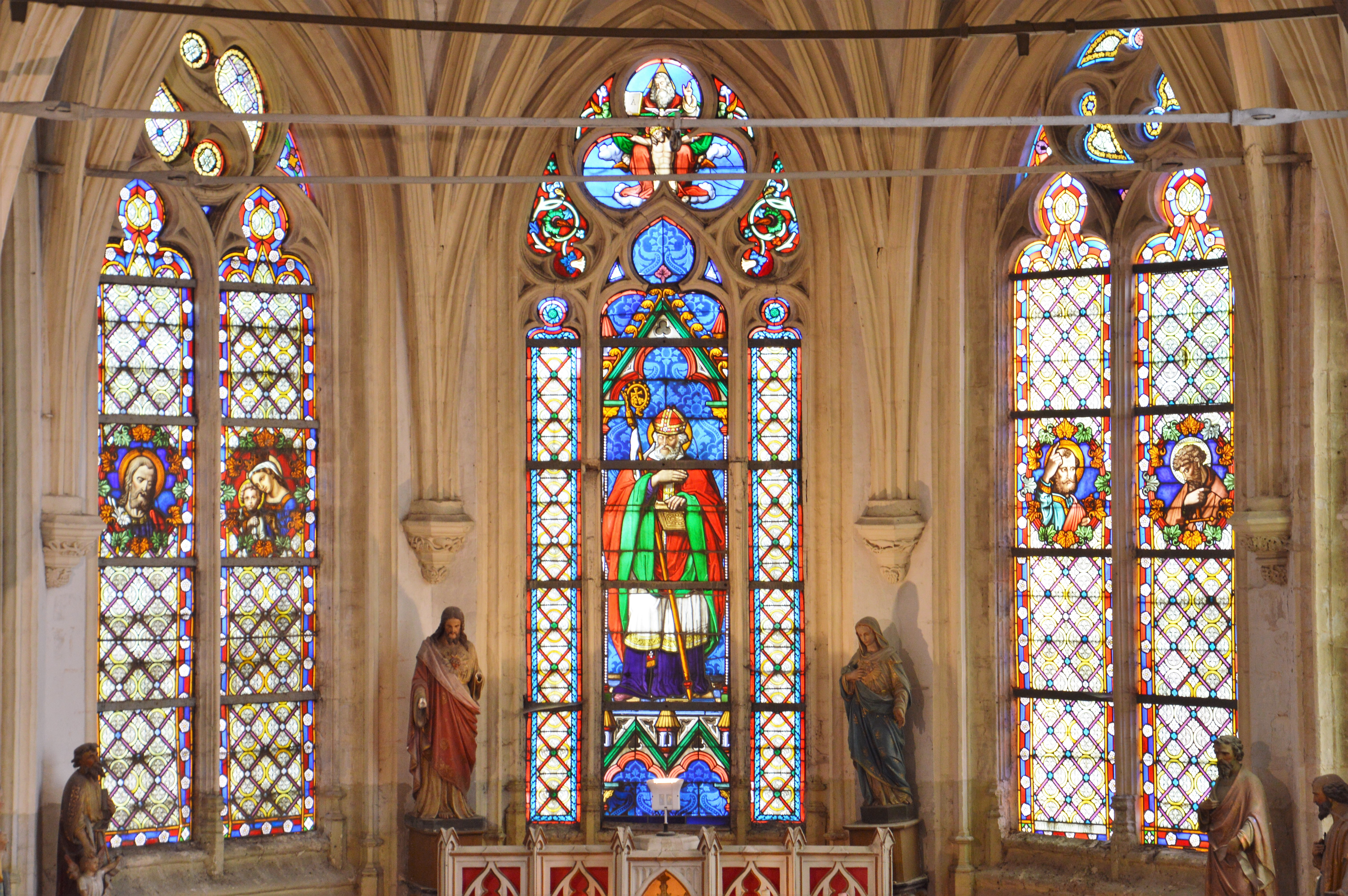
L'ensemble de vitraux du chœur. Au centre, saint Omer.
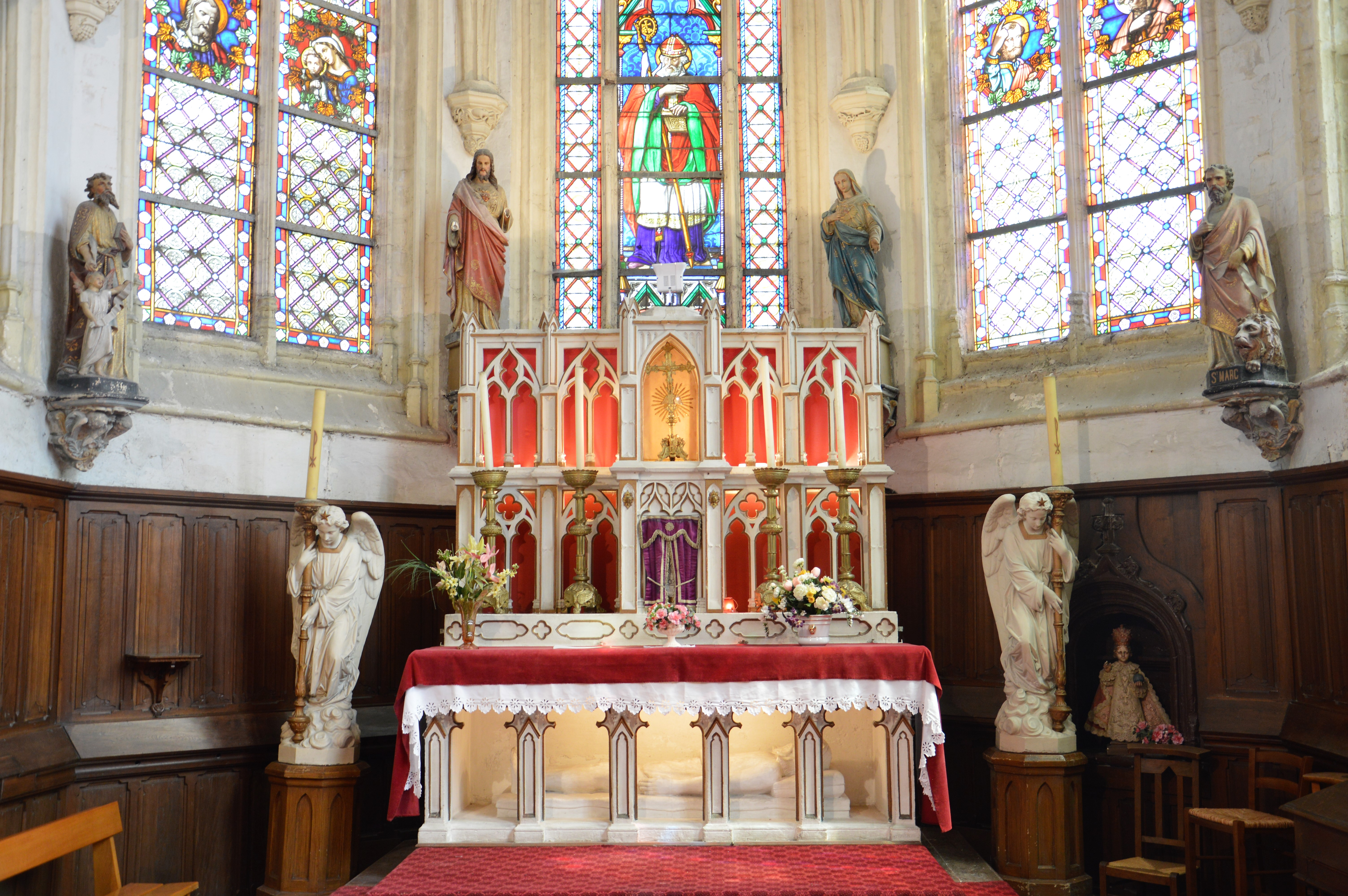
Le sanctuaire avec l'ancien maître autel et ses statues.
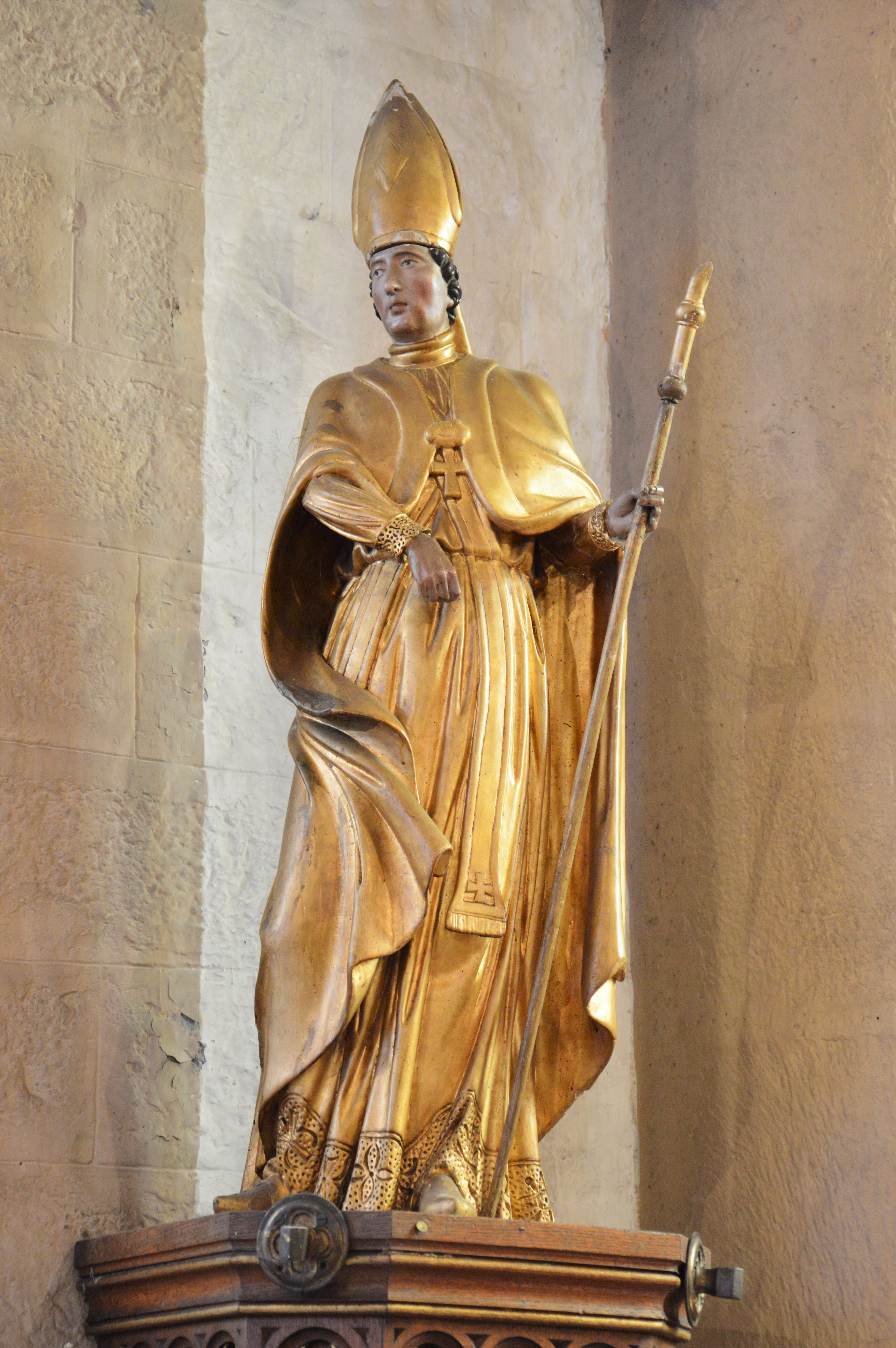
La statue en bois doré de saint Omer.
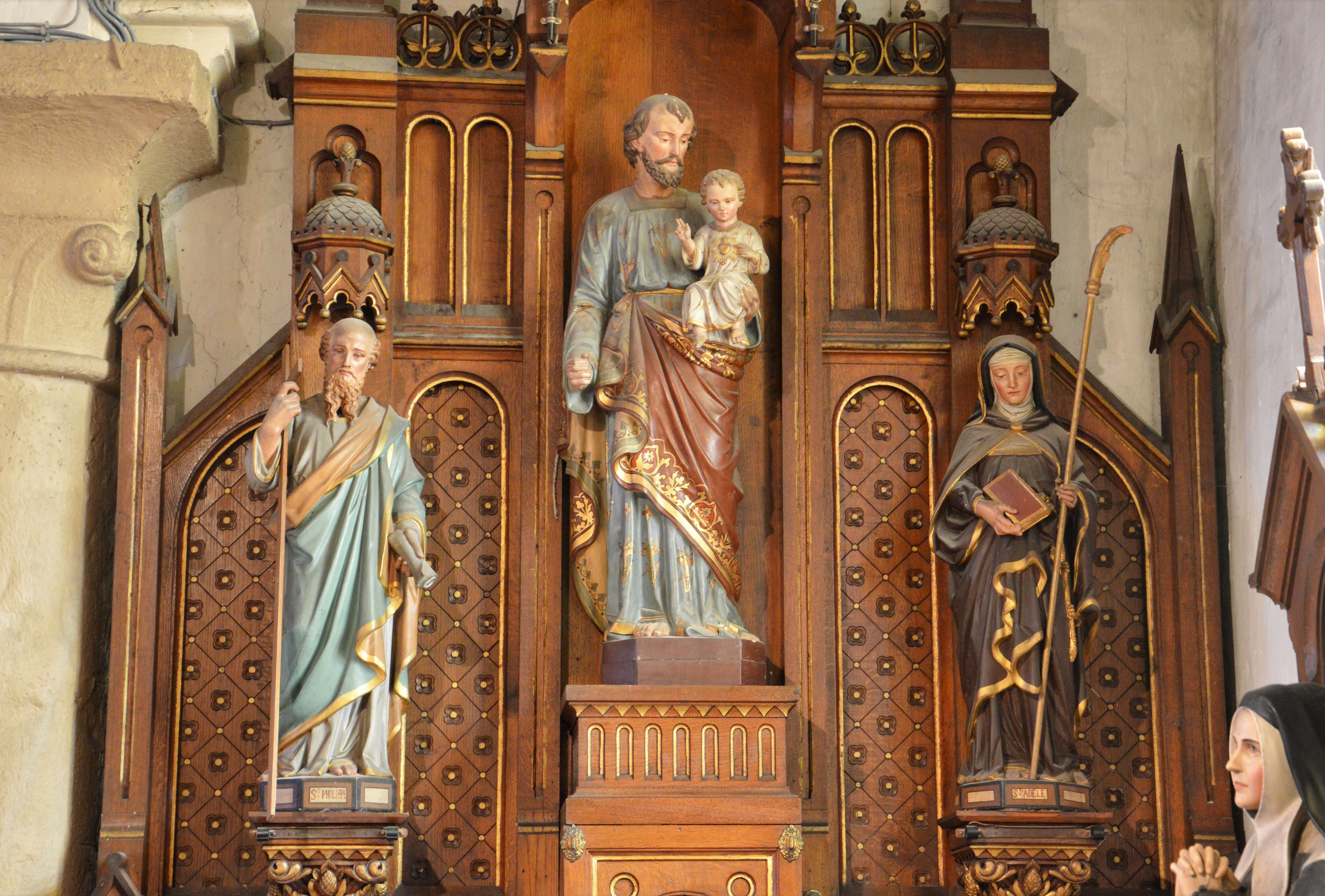
Le retable et les statues.
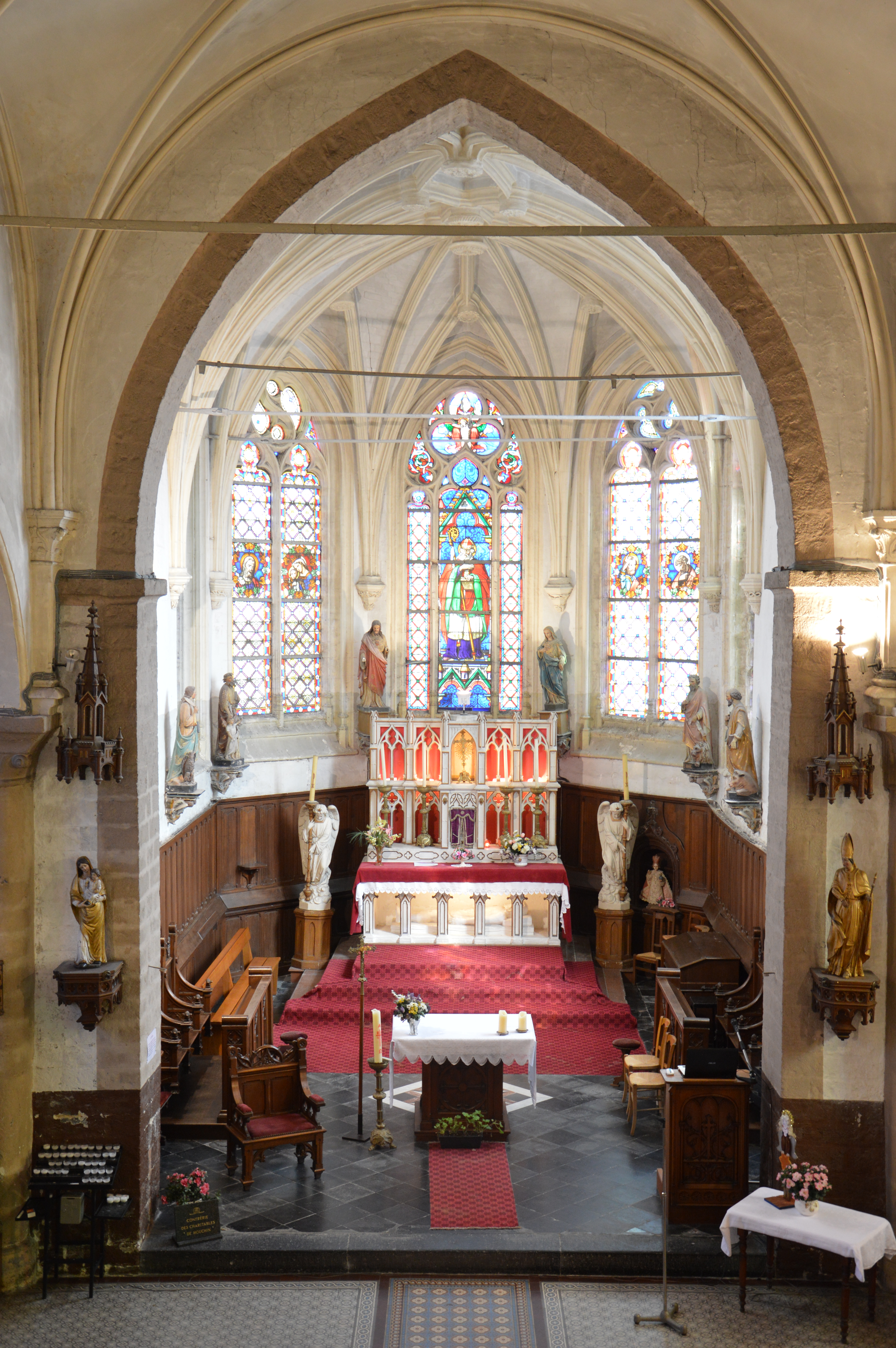
Une vue du chœur depuis la tribune.
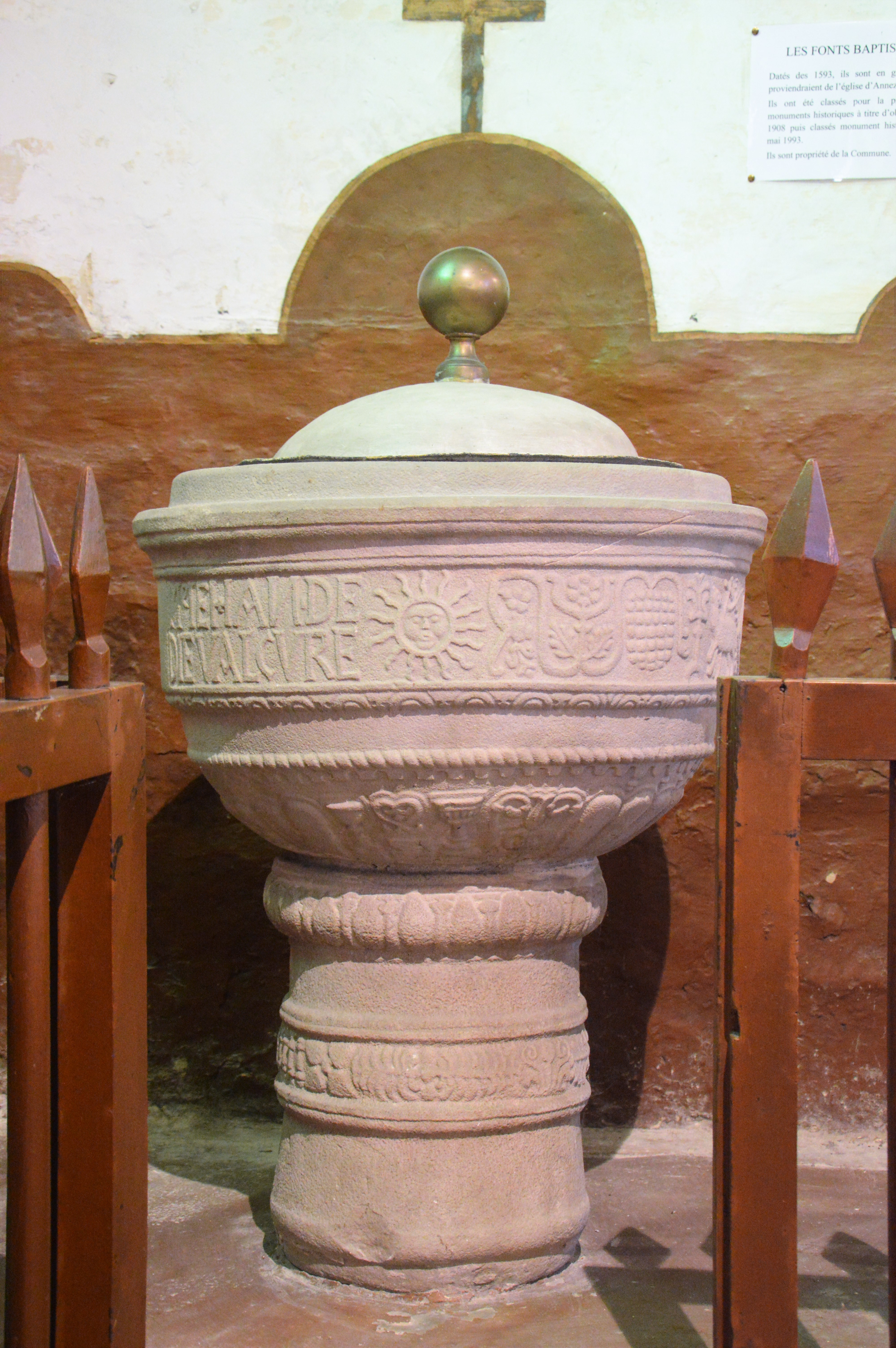
Les fonts baptismaux datés de 1593.
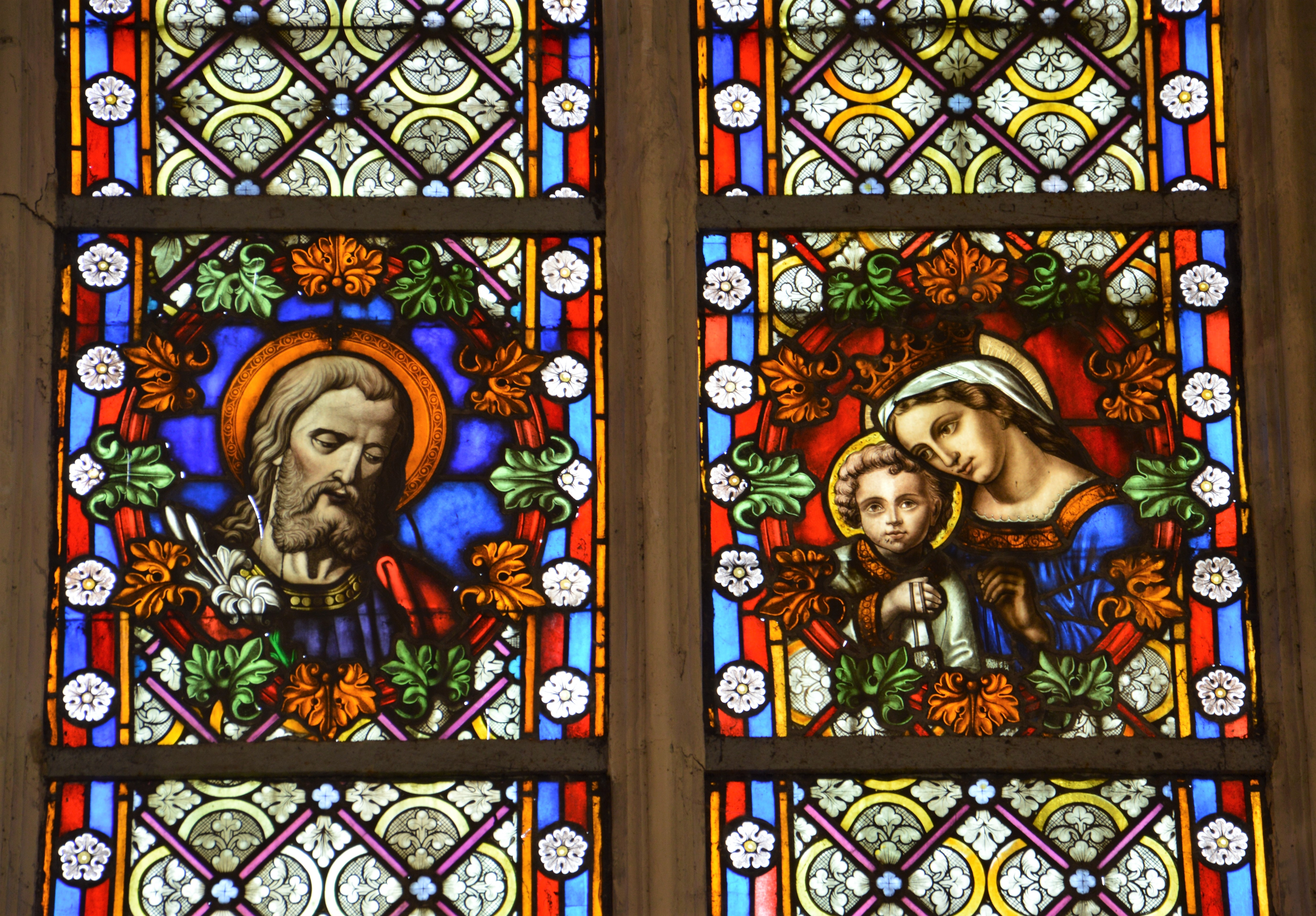
Les vitraux du chœur (Vierge à l'enfant et saint Joseph).

- Le cimetière de la Commonwealth War Graves Commission.
- Le monument aux morts[34].

### Personnalités liées à la commune
- Agathon Deligne (1890-1961), officier français, né à Houchin.

### Héraldique
| Blason de Houchin | Blason  | D'or à la croix alésée de gueules; au franc-canton de gueules chargé de trois fusées d'or. |
| Blason de Houchin | Détails | Le statut officiel du blason reste à déterminer.                                           |

## Pour approfondir

#### Bases de données, dictionnaires et encyclopédies
- Ressources relatives à la géographie :   - Insee (communes)
  - Ldh/EHESS/Cassini
- Ressource relative à plusieurs domaines :   - Annuaire du service public français
- Ressource relative à la musique :   - MusicBrainz
- Notices d'autorité :   - BnF (données)